# Bukovac (Novi Sad, Srbija)
Bukovac je naselje u Srbiji. Pripada gradskoj općini Petrovaradin u Južnobačkom okrugu. Prema popisu iz 2011. bilo je 3936 stanovnika.
Ovde se nalazi Srpska pravoslavna crkva u Bukovcu.

## Zemljopis
Bukovac je zemljopisno u Srijemu, na desnoj obali Dunava, podno obronaka Fruške gore, na 224 metra nadmorske visine. Prostire se na 12,8 km². Upravno pripada Južnobačkom okrugu. Kroz Bukovac teče Bukovački potok.

## Povijest
Mjesto je naseljeno za vrijeme Osmanskog carstva u šesnaestom stoljeću.

## Poznati ljudi
- Stjepan Đureković (* 1926. - † 1983.),  disident, poduzetnik, književnik i publicist koji je ubijen od jugoslavenske tajne policije UDBE, u atentatu u Njemačkoj.

## Kultura
Mjesna pravoslavna crkva je spomenik kulture od velikog značaja čija gradnja datira od 1794. godine. U Bukovcu se početkom rujna održava tradicionalni Bukovački maraton.

## Promet
Selo se nalazi oko tri kilometra od Petrovaradina. S Novim Sadom povezano je gradskim autobusom broj 64, koji prolazi i kroz Petrovaradin.

## Stanovništvo
Bukovac bilježi porast broja stanovnika. 1948. živjelo je u Bukovcu 865 stanovnika, 1953. 859, 1961. 1.329 stanovnika, 1971. čak 2.012, 1981. godine 2.641 i na popisu 1991. 3.040 stanovnika.
Popisom 2002. izbrojeno je 3.699 stanovnika, od čega 3.343 Srba, 25 Hrvata, 21 Crnogorac, 17 Mađara te ostali.
U selu je 2005. živjelo 3.595 stanovnika, većinom Srba. Popisom 2011. utvrđeno je 3.936 stanovnika.

## Poznati Bukovčani
- Stjepan Đureković, hrvatski publicist
- Milica Stojadinović Srpkinja (1830.—1878.), srpska književnica.
- Boris Kovač (1955.-), glazbenik i umjetnik.